# ライオット・シティ・ブルース
『ライオット・シティ・ブルース』(Riot City Blues）は、イギリスのロックバンド、プライマル・スクリームのアルバムである。

## 解説
前作イーヴル・ヒート（2002年）から4年のスパンを置き、2006年に発売された8枚目のスタジオ・アルバムである。プロデューサーにザ・ヴァーヴとの仕事で知られるユース（元キリング・ジョーク）が起用されたアルバムは、『バニシング・ポイント』より続けてきたエレクトロ路線から外れ、ボビー・ギレスピーが言うところの「オーガニックなロックンロール」アルバムとなった。アルバムに先行して発売されたシングル「カントリー・ガール」は全英シングルチャート5位のヒットを記録した。
アルバムは日本先行で2006年5月31日に発売され、同年9月の日本ツアーの際にはボーナスディスク付きのデラックス版が新たに発売された。

## 収録曲
| 全作詞・作曲: プライマル・スクリーム。 |                                                                              |                        |                        |      |
| #                                      | タイトル                                                                     | 作詞                   | 作曲・編曲             | 時間 |
| 1.                                     | 「カントリー・ガール」(Country Girl)                                         | プライマル・スクリーム | プライマル・スクリーム | 4:31 |
| 2.                                     | 「ニッティ・グリッティ」(Nitty Gritty)                                       | プライマル・スクリーム | プライマル・スクリーム | 3:38 |
| 3.                                     | 「スーサイド・サリー&ジョニー・ギター」(Suicide Sally & Johnny Guitar)       | プライマル・スクリーム | プライマル・スクリーム | 3:14 |
| 4.                                     | 「ホェン・ザ・ボム・ドロップス」(When the Bomb Drops)                        | プライマル・スクリーム | プライマル・スクリーム | 4:34 |
| 5.                                     | 「リトル・デス」(Little Death)                                               | プライマル・スクリーム | プライマル・スクリーム | 6:22 |
| 6.                                     | 「ザ・ナイティナインス・フロア」(The 99th Floor)                             | プライマル・スクリーム | プライマル・スクリーム | 3:50 |
| 7.                                     | 「ウィア・ゴナ・ブギー」(We're Gonna Boogie)                                 | プライマル・スクリーム | プライマル・スクリーム | 2:52 |
| 8.                                     | 「ドールズ（スウィート・ロックンロール）」(Dolls (Sweet Rock and Roll))      | プライマル・スクリーム | プライマル・スクリーム | 3:58 |
| 9.                                     | 「ヘルズ・カミン・ダウン」(Hell's Comin' Down)                               | プライマル・スクリーム | プライマル・スクリーム | 3:27 |
| 10.                                    | 「サムタイムス・アイ・フィール・ソー・ロンリー」(Sometimes I Feel So Lonely) | プライマル・スクリーム | プライマル・スクリーム | 5:06 |

| #   | タイトル                                                 | 作詞 | 作曲・編曲 |
| --- | -------------------------------------------------------- | ---- | ---------- |
| 11. | 「ストーン・ヤ・トゥ・ザ・ボーン」(Stone Ya to the Bone) |      |            |
| 12. | 「トゥ・リヴ・イズ・トゥ・フライ」(To Live Is To Fly)    |      |            |

| #   | タイトル                                | 作詞・作曲     |
| --- | --------------------------------------- | -------------- |
| 11. | 「Stone Ya to the Bone」                |                |
| 12. | 「Gimme Some Truth」                    | ジョン・レノン |
| 13. | 「Suicide Sally & Johnny Guitar」(Live) |                |
| 14. | 「Country Girl」(Non Censored)          |                |